# Courgent
Courgent település Franciaországban, Yvelines megyében. Lakosainak száma 398 fő (2022. január 1.). Courgent Boinvilliers, Montchauvet, Mulcent és Septeuil községekkel határos.

## Népesség
A település népességének változása:
| Lakosok száma | 394  | 388  | 393  | 374  | 369  | 366  | 366  | 382  | 398  |
|               | 2013 | 2015 | 2016 | 2017 | 2018 | 2019 | 2020 | 2021 | 2022 |